# Macroetra angola
Macroetra angola är en tvåvingeart som beskrevs av Jason Gilbert Hayden Londt 1994. Macroetra angola ingår i släktet Macroetra och familjen rovflugor.
Artens utbredningsområde är Angola. Inga underarter finns listade i Catalogue of Life.